# Den lilla sparven
Den lilla sparven (finska: Tyttö nimeltä Varpu) är en finländsk dramafilm från 2016 regisserad av Selma Vilhunen. Filmen nominerades till Nordiska rådets filmpris 2017.
Filmen handlar om den 12-årige Varpu (spelad av Linnea Skog), som snabbt växer upp till vuxenlivet, samt om hennes mamma (spelad av Paula Vesala), som inte vill växa upp.